# 포항원동초등학교
포항원동초등학교는 대한민국 경상북도 포항시 남구에 있는 초등학교다.

## 학교 연혁
- 2009.03.01 초대 도주완 교장 부임
- 2009.03.01 포항원동초등학교 개교(17학급, 434명)
- 2009.03.01 병설유치원 개원 인가(1학급, 18명)
- 2010.02.11 제1회 졸업식(졸업생 56명)
- 2010.03.01 학급 편성(28학급, 795명, 유치원 1학급)
- 2010.11.02 2009개정 교육과정 선도학교 운영 보고회
- 2011.02.17 제2회 졸업식(졸업생 91명)
- 2011.03.01 학급 편성(39학급, 1090명, 유치원 1학급)
- 2011.03.01 제2대 김형동 교장 부임
- 2011.11.15 2011년도 100대 교육과정 우수학교 선정
- 2011.12.14 2011년도 학생건강안전 체육우수학교 과학기술부장관 표창
- 2011.12.19 2011명품! 경북교육 우수사례 공모전 교육감 표창
- 2011.12.20 학교평가 우수학교 선정
- 2011.12.28 제4회 경북 eduTOP 공모전 행복학교 장려상 수상
- 2012.02.17 제3회 졸업식(졸업생 143명)
- 2012.03.01 학급 편성(40학급, 1333명, 유치원 1학급)
- 2012.03.01~2014.02.28 교육과학기술부지정 창의·인성 모델학교 운영
- 2012.12.07~2012.12.08 동남권 창의·인성 모델학교 페스티벌
- 2012.12.27 제5회 경북 eduTop 공모적 감동교육 장려상 수상
- 2013.01.03 교육과정 우수학교 공모전 교육감 표창
- 2013.02.19 제4회 졸업식(졸업생 155명)
- 2013.02.22 교원능력개발평가제 운영 교육과학기술부장관 표창
- 2013.03.04 학급편성(40학급, 1426명, 유치원 1학급)
- 2014.02.18 제5회 졸업식(졸업생 207명)
- 2014.03. 교육과학기술부지정 자율형 창의경영학교 운영 교육부장관 표창
- 2014.03.01 이헌숙 교장 부임
- 2014.03.03 학급편성(41학급, 유치원 1학급)
- 2015.02.16 제6회 졸업식(졸업생 171명)
- 2015.03.02 학급편성(52학급, 유치원 1학급)
- 2015.10.22 대한민국 행복학교 박람회 교육부장관 표창
- 2015.12.21 교육복지우선지원사업 최우수 학교 교육감 표창
- 2017.12.07 2017년 경북 100대 교육과정 우수학교(4년연속)
- 2019.01.24 교육복지우선지원사업 우수학교 선정
- 2019.09.02 제6대 정영석 교장 취임
- 2020.02.07 제11회 졸업식(248명 졸업, 누계 1,975명)
- 2020.03.01 학급편성(62학급, 유치원 1학급)